# Talal Abu-Ghazaleh
Talal Abu-Ghazaleh (in arabo طلال أبو غزالة‎?; Palestina, 22 aprile 1938) è un imprenditore palestinese giordano.

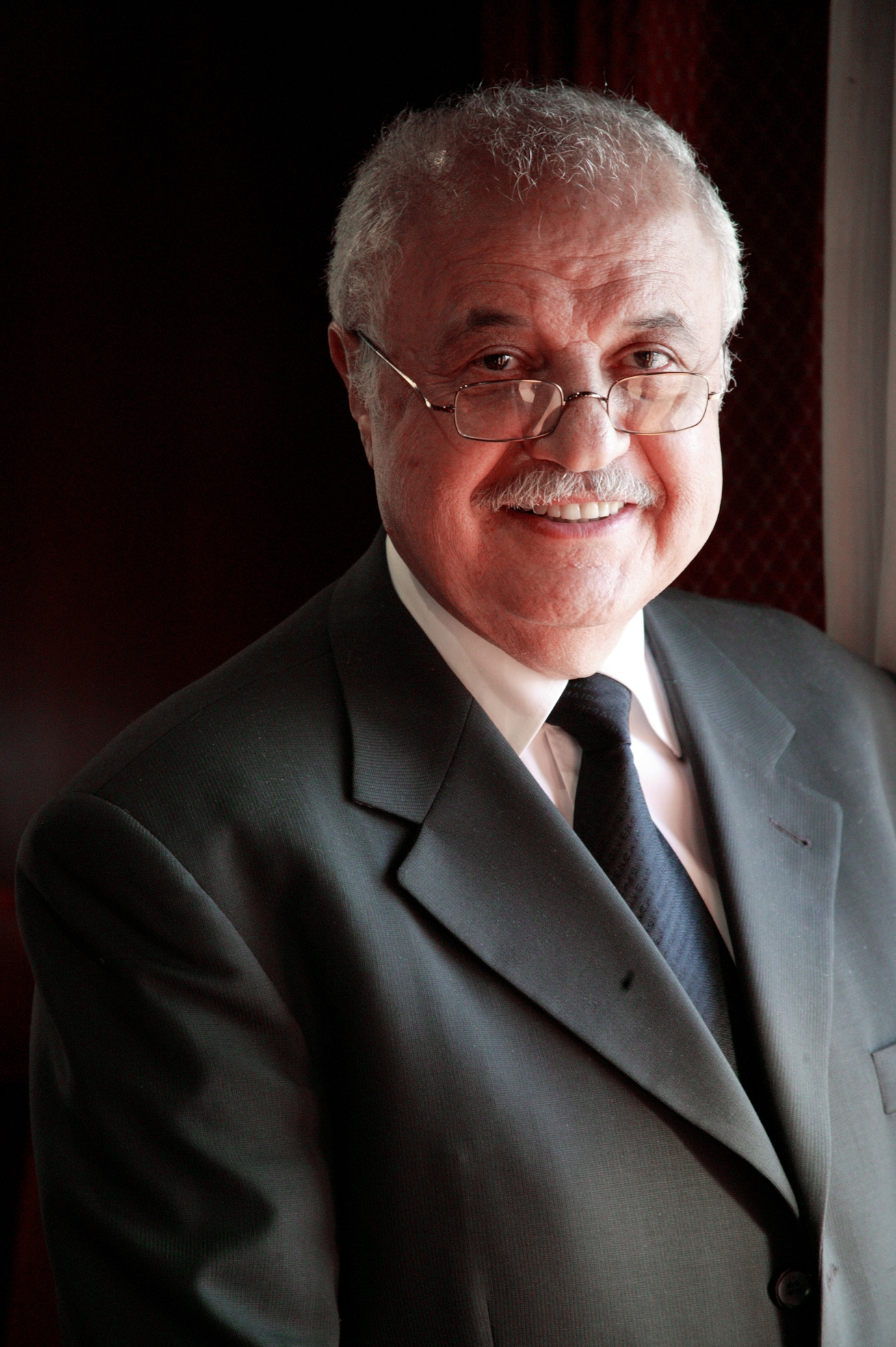
HE Dr.Talal Abu-Ghazaleh

Nel 1972, fonda la Talal Abu-Ghazaleh Organization (TAG-Org), società leader a livello globale per la fornitura di servizi professionali ed educativi, con una rete di 80 uffici nel mondo. È riconosciuto come uno dei leader più influenti nel mondo arabo e sulla scena internazionale, ha ricevuto premi alla carriera e riconoscimenti per gli eccezionali contributi negli ambiti dell'istruzione, dell'amministrazione contabile, della proprietà intellettuale, della gestione e dell'amministrazione aziendale, del commercio, dell'informatica, delle scienze e delle tecnologie, del diritto e degli ambiti a esso correlati. È il fondatore di istituzioni con un senso della storia e una visione per il rinascimento del mondo arabo e islamico.

## Premi Onorari
- Abu-Ghazaleh Social Responsibility Awards, promosso dal CSR Regional Network il suo impegno nella realizzazione di iniziative sociali, Regno del Bahrain (2014).
- The Arab Award for Innovation Media, conferito da Sua Altezza Sheikh Jaber Mubarak Al Hamad Al Sabah, Kuwait, (2012).
- Man of the Year Award, conferito dal Palestine International Institute, Regno Ascemita di Giordania(2012).
- Arab ICT Personality edizione 2010, conferito dall'Union of Arab ICT Associations, Regno del Bahrein(2010).
- The Arab Federation for the Protection of Intellectual Property Rights (AFPIPR), Regno Ascemita di Giordania, 2009.
- The International Lifetime Achievement Award, Emirati Arabi Uniti (2008).
- IP Hall of Fame Academy, USA (2007).
- Gold Mercury International Award, conferito da Sua Altezza Reale, Principe Khalifah Bin Salman Al Khalifah, REgno del Bahrein (1978).
- Aljazeera Award for Lifetime Achievement, Qatar (2004).

## Presidenze
S.E Dr. Talal Abu Ghazaleh presiede anche i seguenti Consigli, Forum istituzionali e Università:
- Jordanian National Orchestra Association – JOrchestra (2014).
- Arab Economic Charter Task Force, Regno Ascemita di Giordania (2013).
- Cֺhinese Arab Economic and Cultural Forum, Regno Ascemita di Giordania (2013).
- Dֺrama Critic Forum, Regno Ascemita di Giordania (2013).
- Arab Coalition of Services Industries, Doha, Qatar (2012).
- Talal Abu-Ghazaleh University College of Business (TAG-UCB), Manama, Regno del Bahrein (2012).
- Talal Abu-Ghazaleh International University, Amman, Regno Ascemita di Giordania (TAGI-UNI) (2012).
- Economic Policy Development Forum (EPDF), Amman, Regno Ascemita di Giordania (dal 2011).
- Arab States Research and Education Network (ASREN), (dal 2010).
- Global Challenges Forum, Ginevra, Svizzera (2010-2011).
- United Nations Gֺlobal Alliance for ICT and Development (GAID), New York, USA (2009- 2010).
- Afro-Asian Knowledge Society Council, Egitto (2009).
- Bֺoard of Directors, UN Global Compact, New York, USA (2007-2008).
- Arab Organization for Quality Assurance in Education (AROQA), Bruxelles, Belgio (dal 2007).
- Evian Group Governing Body, Ginevra, Svizzera (2006-2009).
- Evian Group-Arab Region (EGAR), (2006-2009).
- Encyclopedia of Excellence and Civilization Committee, Riyadh, Arabia Saudita (2008).
- Business Action to Support the Information Society (BASIS), “International Chamber of Commerce”(ICC), Parigi, Francia (2006-2008).
- Board of Trustees, Perspective Europe, Parigi, Francia (2005-2007).
- United Nations Information and Communication Technologies Task Force (UN ICT TF), New York, USA (2004-2006).
- Advisory Committee on Internet Governance, United Nations Information and Communication Technologies Task Force (UN ICTTF), New York, USA (2003-2004).
- The International Chamber of Commerce Task Force on Internet Governance (ICC TF), Parigi, Francia (2003-2004).
- Arab Intellectual Property Mediation and Arbitration Society (AIPMAS), Amman, Regno Ascemita di Giordania (dal 2003).
- Commission on E-Business, Information Technologies and Telecoms, International Chamber of Commerce(ICC), Parigi, Francia (2001-2008).
- United Nations Information and Communication Technologies Task Force (UN ICT TF), New York, USA (2001-2004).
- The Arab Regional Network of the United Nations Information and Communication Technologies Task Force (UN ICT TF), New York, USA (2001-2004).
- The Working Group on Human Resources and Capacity Building (HRCB) “United Nations Information and Communications Technologies”, (UN ICT TF), New York, USA (2001-2002).
- The Arab Internet Names Consortium (AINC), Amman, Regno Ascemita di Giordania (2001).
- Licensing Executives Society-Arab Countries (LES-AC), Amman, Regno Ascemita di Giordania (dal 1998).
- United Nations Committee of Experts on Professional Qualifications Standards, Ginevra, Svizzera (1995-1998).
- U.N. Intergovernmental Working Group of Experts on International Standards of Accounting and Reporting (ISAR),New York, USA (1995-1996).
- The Committee for the Newly Industrialized and Developing Countries Affairs, the International Accounting Standards Committee (IASC) (1989-1992).
- Arab Knowledge Management Society (AKMS), New York, USA (dal 1989).
- Arab Society for Intellectual Property (ASIP), Munich, Germany (dal 1987); in status consultivo con il “World Intellectual Property Organization”(WIPO).
- International Arab Society of Certified Accountants (IASCA), London, UK (dal 1985); in status consultivo con lo U.N. Economic and Social Council (ECOSOC).

## Affiliazioni selezionate
- Membro dell'Advisory Board of Hamdan Bin Mohammed Smart University, Emirati Arabi Uniti (2014).
- Membro del Bretton Woods Committee, USA (2014).
- Ambasciatore del Global Social Responsibility, CSR Regional Network, Regno del Bahrein (2014).
- A Royal Commission to enhance integrity system, Regno Ascemita di Giordania (dal 2013).
- Council on Arab Relations with Latin America and the Caribbean (CARLAC), Emirati Arabi Uniti(2013).
- World Trade Organization (WTO), Commissione sulla definizione del futuro del Commercio, Svizzera (dal 2012).
- Festival of Thinkers, Emirati Arabi Uniti (dal 2011).
- Comitato Consultivo Internazionale, University of Bahrain, Regno del Bahrein (2010-2011).
- Consulenza Internazionale, E-City for King Hamad Ibn Isa Al Khalifa, Regno del Bahrein (2009).
- Membro onorario, Afro-Asian Peoples' Solidarity Organization (2008). Cֺֺomitato Esecutivo, International Chamber of Commerce (ICC), Francia (2007-2009).
- Consiglio d'Amministrazione, Arab Anti-Corruption Organization, Libano (dal 2007).
- Consiglio Direttivo, UN Global Compact, USA (2006-2008).
- Comitato Consultivo, Evian Group, Svizzera (2005-2009).
- Consiglio Direttivo, King Hussein Foundation, USA (dal 2005).
- The International Consultative Board, the World Coalition, USA (2005).
- Consiglio Direttivo, World Links Arab Countries Advisory Council, USA (2004-2005).
- Consiglio Direttivo, World Links Worldwide, Washington, USA (2003-2004).
- Gruppo Consultivo per il settore pubblico, “International Federation of Accountants' (IFAC), USA (2003- 2006).
- Consiglio d'Amministrazione, “King Hussein Cancer Center” (KHCC), Regno Ascemita di Giordania (2003-2006).
- Consiglio d'Amministrazione, “National Music Conservatory” (NMC), Regno Ascemita di Giordania (2003- 2005).
- Comitato Consultivo, “Knowledge Economy Community, Development Gateway”, World Bank, USA (2002- 2005).
- Comitato Consultivo, “Industry Advisory Commission, the World Intellectual Property Organization” (WIPO), Svizzera (1999-2000).
- Consiglio d'Amministrazione, “Middle East Council of the Center for Strategic & International Studies” (CSIS), USA (1995-1997).
- Membro del Consiglio, “International Federation of Accountants Council” (IFAC), USA (1992).
- Membro del Consiglio, “International Accounting Standards Committee” (IASC), UK (1988-1990).
- Membro dell'Arab Thought Forum (dal 1988).
- Membro del Consiglio, “International Auditing Practices Committee” (IAPC) of IFAC, USA (1987-1990).
- Consiglio dei Governatori, “Keck Center for International Strategic Studies”, USA (1985-1988).
- Consiglio d'Amministrazione, American University of Beirut, Libano (1980-1982).

## Organizzazione di eventi musicali
- Promotore e finanziatore, The Second Modernity: The Artistic Collaboration of Fairuz and Ziad Rahbani Conference, Anis Makdisi Program in Literature, American University in Beirut (AUB), Libano (2006).
- Promotore e finanziatore, Walid Gholmieh Symphonies (2006).
- Private Concert by Ramzy Yassa and Ghada Ghanem , Cambridge, UK (August 2004).
- Promotore e finanziatore, L'Association pour le Rayonnement de l'Opéra national de Paris (AROP) (dal 2004).
- Presidenza e Consiglio d'Amministrazione, National Music Conservatory (NMC), Amman, Regno Ascemita di Giordania (2003-2005).
- Promotore e finanziatore, Lebanese National Symphony Orchestra (LNSO) (dal 2003).
- Promotore e finanziatore, l'Opéra de Paris (dal 2001).
- Concerto privato della Mozarteum Orchestra of Salzburg, Salzburg, Austria (22/luglio/ 2000).
- 28th General Assembly for the International Music Council, Petra, Regno Ascemita di Giordania (22-25 settembre 1999).
- TAGO Golden Jubilee concert, Londra, UK (luglio 1997).
- Concerto privato di Ramzi Yassa, Seattle, USA (maggio 1994).
- Promotore e finanziatore, Freunde der Salzburger Festspâele (dal 1976).

## Iniziative TAG-Org
- Disegno e produzione di TAGITOP, dispositivo di punta con la capacità di un Laptop e la portabilità di un Notebook.
- Talal Abu-Ghazaleh Knowledge Society, per dare la possibilità ai giovani Arabi di partecipare attivamente alla Corporate Social Responsibility (Responsabilità Sociale d'impresa) della TAG-Org.
- Talal Abu-Ghazaleh Knowledge Award: assegna borse di studio agli studenti palestinesi meritevoli per studiare al TAGSB (Talal Abu Ghazaleh Graduate School of Business).
- Sovvenzione Talal Abu-Ghazaleh, assegnata ai cittadini della West Bank e di Gaza per l'ottenimento del Certified Arab Professional Accountant.
- Sovvenzione ai migliori laureati, in materie di amministrazione e contabilità, delle università arabe per l'ottenimento del Certified Arab Professional Accountant Qualification.
- Lancio del Adel Al-Sa'di Award for Excellence, per il miglior studente dell'Arab Certified Accountants Society.
- Creazione dell'Electronic Arabic Encyclopedia (TAGEPEDIA).
- Realizzazione del Talal Abu-Ghazaleh Center for Business Research at Canisius College.
- Istituzione del premio dedicato ai racconti brevi “ The Dreaded Echo”, condotto dal “Top Council for care of the arts, literature and social sciences in the United Arab Republic”, è rivolto agli studenti universitari dei Paesi arabi.

## Dizionari
- Talal Abu-Ghazaleh ICT Dictionary 2nd edition (2013).
- Talal Abu-Ghazaleh IP Dictionary 2nd edition (2013).
- Talal Abu-Ghazaleh Dictionary of Patents (2012).
- Talal Abu-Ghazaleh Legal Dictionary (2012).
- Talal Abu-Ghazaleh Collocations Dictionary (2012).
- Talal Abu-Ghazaleh ICT Dictionary 1st edition (2008).
- Talal Abu-Ghazaleh Accountancy & Business Dictionary (2001).
- Talal Abu-Ghazaleh IP Dictionary 1st edition (2000).
- Talal Abu-Ghazaleh English-Arabic Dictionary of Accounting 1st edition (1978).

## Iniziative (Responsabilità sociale d'impresa)
Negli ambiti dell'istruzione e della ricerca scientifica
- The Arab Organization for Networks of Scientific Research and Education.
- The Arab Organization for Quality Assurance in Education.
- Talal Abu-Ghazaleh Graduate School of Business Administration (Giordania).
- Talal Abu-Ghazaleh University College of Business (TAG-UCB) (Bahrein).
- Talal Abu-Ghazaleh University “World's University”.
- UNESCO and TAG-Org: Partnership on ICT Indicators in Education.
- Talal Abu-Ghazaleh Confucius Centre (TAG-Confucius) per incentivare la consapevolezza dei valori culturali Sino-Arabi condivisi.

## Iniziative per il servizio comunitario
- Electronic Jerusalem market- per il supporto della comunità arabo-palestinese di Greusalemme. È un portale elettronico e un attivo centro di scambio commerciale tra la Palestina e il mondo.
- The Palestinian exchange market, un portale elettronico per agevolare il lavoro degli imprenditori palestinesi nel mondo.
- Jordanian Association for Family Owned Businesses per incentivare la conoscenza e lo sviluppo degli standard di governance delle imprese.
- Cooperazione tra TAG-Org, il Qatar Centre for Supporting Civil Society e il Regional Network for Corporate Social Responsibility.
- Servizi professionali per migliorare il sistema e le performance dalla Jordan News Agency, (Petra).
- Talal Abu-Ghazaleh Knowledge Forum “A space for dialogue and exchange of knowledge”.
- Centre of Governance per incentivare la conoscenza e l'esercizio del ruolo sociale nel servire la società.
- Talal Abu-Ghazaleh Cambridge Centre for IT Skills: contributing the building of knowledge society.
- Talal Abu-Ghazaleh Centre for the Refurbishment of Computers, per la rigenerazione dei computer e loro distribuzione ad associazioni caritatevoli e scuole.
- E-training Center in Gaza Camp per l'insegnamento di competenze informatiche di base ai giovani.
- TAG-Org in collaborazione con International Relief Organization: Lezioni pratiche per l'acquisizione di competenze di interpretariato a centinaia di persone in Giordania.
- Supporto e formazione di ricercatori e studenti per l'ingresso nel mercato del lavoro.
- Programma di potenziamento delle donne in Bahrain in cooperazione con il Women's Supreme Council.
- Un programma di formazione per gli studenti dei campi giordani.
- Moot Court Competition, per la formazione relativa all'atto di aggiudicazione in materia di Proprietà intellettuale.
- Test Your Knowledge, Competizione “Trademark Symbols” per misurare la conoscenza di simboli e marchi registrati.
- Arab ICT Network per stimolare lo sviluppo sociale elle persone maggiormente svantaggiate della Regione.
- Cooperazione con associazioni di accounting e auditing nel Mondo Arabo.
- Sviluppo delle leggi per la proprietà intellettuale nel mondo arabo.
- TAG-Org è partner del “Prince Sultan bin Abd-Alaziz Award for Business Youth”.

## Pubblicazioni Professionali di Imprese consorziate
- The Imperative of a WTO Reform Agenda, Ginevra (2013).
- WTO at the Crossroad, Ginevra (2012).
- Arab Certified Management Accountant (2012).
- Guide to Using ISAS in the Audits of Small and Medium-sized Intities.
- The Vest Pocket Guide to IFRS.
- Guide to Quality Control for Small-and Medium-sized Practices.
- Islamic Commercial Law (2010).
- Islamic Banking and Takaful (2010).
- Islamic Capital Markets and Instruments (2010).
- Accounting for International Fund (IF) Institutions (2010).
- Leaders Outlook, TAG Graduate School of Business Magazine (2010).
- International Financial Reporting Standard for Small and Medium- Sized Entities (2009).
- The Licensing Executives Society International (LESI) Guide to Licensing Best Practices (2007).
- Anti-Money Laundering Guide (2006).
- Guide to Corporate Governance (2006).
- International Financial Reporting Standards (IFRS) Workbook and Guide (Wiley) (2006-2008-2011).
- Authorized Arabic World Intellectual Property Organization (WIPO) Intellectual Property Handbook: Policy, Law and Use (2005).
- Thaduzione ufficiale in lingua araba dell'International Accounting Standards in the Public Sector (2005).
- Traduzione autorizzata in lingua araba di “Guide for Legal Retention Period for the Merchant Books and Auditor Work Papers (2004).
- Versione autorizzata in lingua araba “International Financial Reporting Standards” (2003-2013).
- Handbook of International Standards on Auditing, Assurance and Ethics Pronouncements (2001-2013).
- Traduzione autorizzata in lingua araba di “International Accounting Standards in the Public Sector” (2001-2013).
- Traduzione autorizzata in lingua araba di “International Standards on Auditing and Code of Professional Conduct” (2001).
- Traduzione in lingua inglese d, “Intellectual Property Laws of the Arab Countries” (2000).
- Traduzione autorizzata in lingua araba di “International Accounting Standards” (1st edition 1999, 2nd edition 2000, 3rd edition 2001).
- Traduzione autorizzata in lingua araba di “Business Guide to the World Trading System” (1999).
- Traduzione autorizzata in lingua araba e in lingua inglese di “Accounting and Financial Reporting for Environmental Costs and Liabilities (1999).
- Trademark Laws in the Arab Countries: Countries Guides (1998).
- Versione ufficiale in lingua araba di “International Standards on Auditing” (1st edition 1998, 2nd edition 2001, 3rd edition 2002).
- Versione ufficiale in lingua araba di “Business Guide to the World Trading System” (1st edition 1998, 2nd edition 2000).